# كروسين

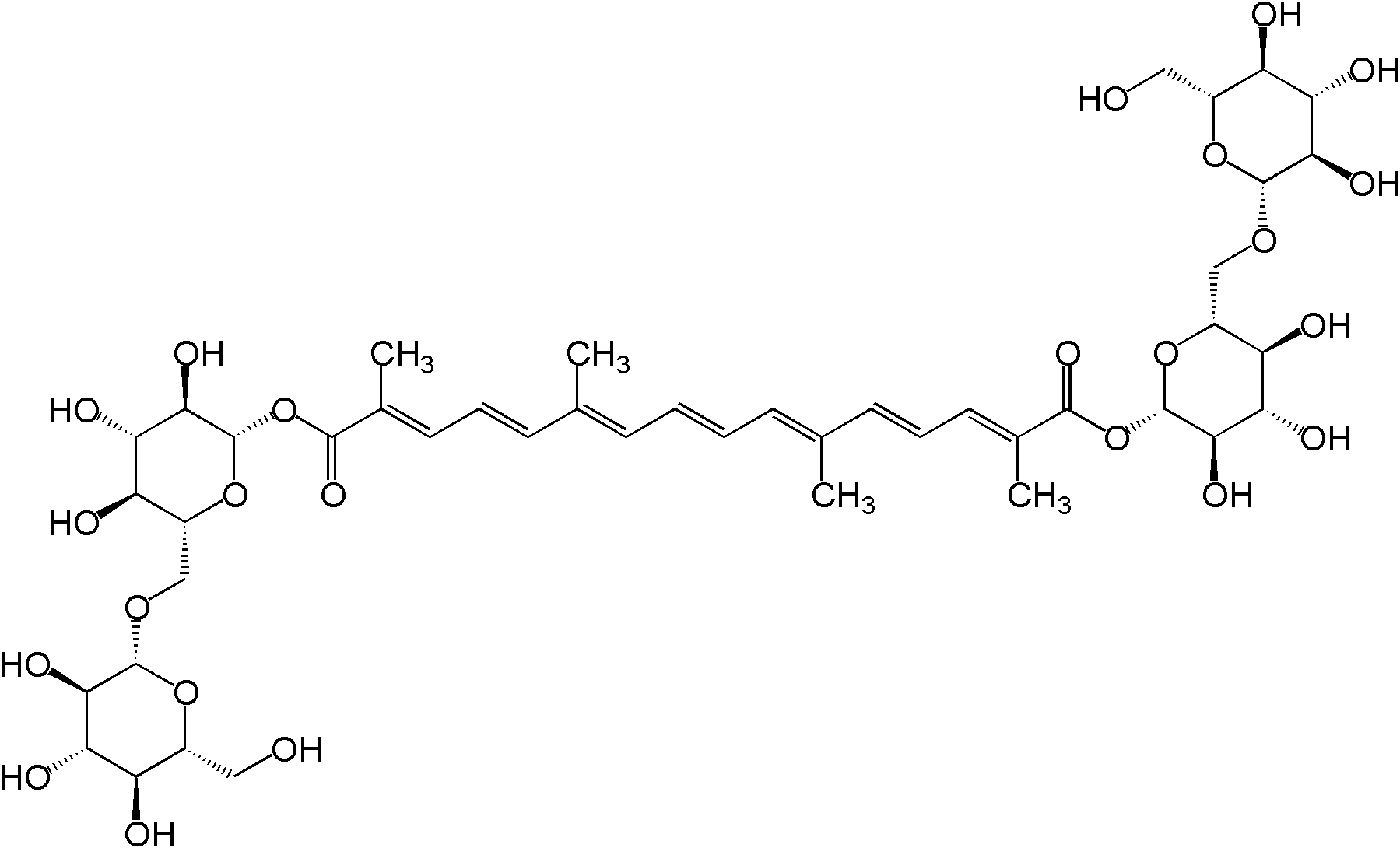
البنية الكيميائية للكروسين

الكروسين (بالإنجليزية: Crocin)‏: مركب كيميائي طبيعي كاروتيني موجود في زهور الزعفران وجاردينيا.
وهو ثنائي الإستر مكون من سكر ثنائي جنطيوبيوز(disaccharide gentiobiose )، وثنائي كربوكسيلات الكروستين. وهو ذو لون أحمر غامق وبشكل بلورات ذات درجة انصهار 186° م. وهو يشكل محلول برتقالي عندما يحل في الماء.
الكروسين هو المكون الكيميائي الأساسي المسؤول عن لون الزعفران. كما أثبت أنه مضاد أكسدة فعال. كما أثبت أيضاً أنه ذو تأثير مضاد التسرطن. وأظهر الكروسين أن له خصائص مضاد الاكتئاب.

## اقرأ أيضا
- الزعفران